# 埃加河

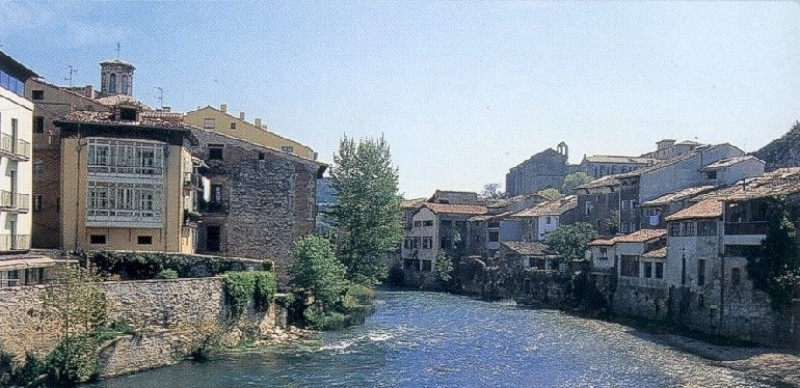
埃加河

埃加河（西班牙語：Río Ega）是西班牙的河流，位於該國北部，屬於埃布羅河的支流，流經巴斯克自治區、納瓦拉和阿拉瓦省，河道全長113公里，流域面積1,497平方公里，平均流量每秒13.76立方米。